# Gardenia barnesii
Gardenia barnesii är en måreväxtart som beskrevs av Elmer Drew Merrill. Gardenia barnesii ingår i släktet Gardenia och familjen måreväxter. Inga underarter finns listade i Catalogue of Life.